# Furieuse (téléfilm)

Furieuse est un téléfilm français réalisé par Malik Chibane, diffusé le 13 juillet 2011 sur France 2.

## Synopsis
De retour dans sa ville natale après avoir passé un an à apprendre des cours de chant à New York, la jeune Marseillaise Faïza rêve de devenir chanteuse. Mais elle aide ses parents qui ont des difficultés financières. En devenant femme de ménage, elle rencontre Fred, un manager de musique.

## Fiche technique
- Réalisateur : Malik Chibane
- Scénario : Malik Chibane
- Sociétés de production : Noe Productions
- Pays :  France
- Langue originale : Français
- Durée : 1h31 minutes
- Date de diffusion : 13 juillet 2011 sur France 2

## Distribution
- Shemss Audat : Faïza
- Frédéric Diefenthal : Fred
- Lââm : Mélanie Blanc
- Flore Vannier-Moreau : Laure
- Mohamed Hicham : Rachid
- Smaïl Mekki : Le père de Faïza
- Soria Moufakkir : La mère de Faïza
- Yanis Chibane : Samir